# Подгорненское сельское поселение (Ростовская область)
Подгорненское сельское поселение — муниципальное образование в Ремонтненском районе Ростовской области.
Административный центр поселения — село Подгорное.

## Административное устройство
В состав Подгорненского сельского поселения входят:
- село Подгорное;
- хутор Веселый;
- хутор Цветной.

## Население
| 2010  | 2012  | 2013  | 2014  | 2015  | 2016  | 2017  |
| ----- | ----- | ----- | ----- | ----- | ----- | ----- |
| 1290  | ↘1250 | ↘1217 | ↘1211 | ↘1173 | ↘1162 | ↘1146 |
| 2018  | 2019  | 2020  | 2021  |       |       |       |
| ↘1123 | ↗1133 | ↘1088 | ↗1090 |       |       |       |